# Neurotrofina
As neurotrofinas são uma família de proteínas que induzem a sobrevivência, desenvolvimento e a função dos neurónios.
Pertencem a uma classe de factores de crescimento, proteínas de secreção que são capazes de sinalizar células em particular com vista a sobreviverem, diferenciarem ou crescerem. Factores de crescimento tal como as neurotrofinas que promovem a sobrevivência dos neurónios são conhecidos como factores neurotróficos. Estes factores são secretados por um tecido alvo a actuam prevenindo os neurónio associados de iniciar a morte celular programada, permitindo desta forma os neurónio sobreviverem. As neurotrofinas também induzem a diferenciação de células progenitoras com vista à formação de neurónios.
Apesar de a grande maioria dos neurónios no cérebro de mamíferos sejam formados de forma pré-natal, partes do cérebro de adultos (ex.: hipocampo) mantêm a habilidade de fazer crescer neurónios a partir de células-tronco neurais,[carece de fontes?] uma processo denominado neurogénese. As neurotrofinas ajudam a estimular e a controlar a neurogénese.